# بلفيل (كارولاينا الشمالية)
بلفيل (بالإنجليزية: Belville town, North Carolina)‏ هي بلدة تقع بولاية كارولاينا الشمالية في الولايات المتحدة. تبلغ مساحتها 5.11 كم2، وترتفع عن سطح البحر 7.62 م، بلغ عدد سكانها 1,936 نسمة في عام 2010 حسب إحصاء مكتب تعداد الولايات المتحدة وتصل الكثافة السكانية فيها 378.9 نسمة لكل كيلومتر مربع (981.3/ميل2).

## التركيبة السكانية
حدّد مكتب تعداد الولايات المتحدة بيانات التركيبة السكانية لبلفيل في تعداد الولايات المتحدة. في ما يلي، التركيبة السكانية حسب تعدادي 2000 و2010.

### تعداد عام 2000
بلغ عدد سكان بلفيل 285 نسمة بحسب تعداد عام 2000، وبلغ عدد الأسر 108 أسرة وعدد العائلات 84 عائلة مقيمة في البلدة. في حين سجلت الكثافة السكانية 55.8 نسمة لكل كيلومتر مربع (144.5/ميل2). وبلغ عدد الوحدات السكنية 142 وحدة بمتوسط كثافة قدره 27.8 لكل كيلومتر مربع (72.0/ميل2).
وتوزع التركيب العرقي للبلدة بنسبة 81.75% من البيض و14.39% من الأمريكيين الأفارقة و1.75% من سكان جزر المحيط الهادئ و2.11% من عرقين مختلطين أو أكثر و2.81% من الهسبانيون أو اللاتينيون من أي عرق.
بلغ عدد الأسر 108 أسرة كانت نسبة 46.3% منها لديها أطفال تحت سن الثامنة عشر تعيش معهم، وبلغت نسبة الأزواج القاطنين مع بعضهم البعض 62% من أصل المجموع الكلي للأسر، ونسبة 11.1% من الأسر كان لديها معيلات من الإناث دون وجود شريك، بينما كانت نسبة 4.6% من الأسر لديها معيلون من الذكور دون وجود شريكة وكانت نسبة 22.2% من غير العائلات. تألفت نسبة 17.6% من أصل جميع الأسر من عدة أفراد يعيشون في نفس المنزل ونسبة 4.6% كانت تتألف من شخص يعيش بمفرده يبلغ من العمر 65 عاماً أو أكثر. وبلغ متوسط حجم الأسرة المعيشية 2.64، أما متوسط حجم العائلات فبلغ 2.95.
بلغ العمر الوسطي للسكان 27.2 عاماً. وكانت نسبة 28.4% من القاطنين تحت سن الثامنة عشر، وكانت نسبة 11.9% بين الثامنة عشر والرابعة والعشرين عاماً، ونسبة 40.7% كانت واقعةً في الفئة العمرية ما بين الخامسة والعشرين والرابعة والأربعين عاماً، ونسبة 13.7% كانت ما بين الخامسة والأربعين والرابعة والستين، ونسبة 5.3% كانت ضمن فئة الخامسة والستين عاماً فما فوق. يوجد لكل 100 أنثى 95.2 ذكر، ويوجد لكل 100 أنثى في الثامنة عشر من عمرها فما فوق 100.0 ذكر.
بلغ متوسط دخل الأسرة في البلدة 55,536 دولارًا، أما متوسط دخل العائلة فبلغ 56,250 دولارًا. وكان متوسط دخل الذكور 29,167 دولارًا مقابل 23,929 دولارًا للإناث. وسجل دخل الفرد الخاص بالبلدة 22,482 دولارًا. وكانت نسبة 7.4% من العائلات ونسبة 14.5% من السكان تحت خط الفقر، وكان من هؤلاء نسبة 31.3% تحت سن الثامنة عشر ونسبة 7.4% في الخامسة والستين من العمر وما فوق.

### تعداد عام 2010
بلغ عدد سكان بلفيل 1,936 نسمة بحسب تعداد عام 2010، وبلغ عدد الأسر 745 أسرة وعدد العائلات 550 عائلة مقيمة في البلدة. في حين سجلت الكثافة السكانية 378.9 نسمة لكل كيلومتر مربع (981.3/ميل2). وبلغ عدد الوحدات السكنية 787 وحدة بمتوسط كثافة قدره 154 لكل كيلومتر مربع (398.9/ميل2).
وتوزع التركيب العرقي للبلدة بنسبة 77.12% من البيض و17.30% من الأمريكيين الأفارقة و0.41% من الأمريكيين الأصليين و0.98% من الأمريكيين ذوي الأصول الآسيوية و0.05% من سكان جزر المحيط الهادئ و2.01% من الأعراق الأخرى و2.12% من عرقين مختلطين أو أكثر و4.86% من الهسبانيون أو اللاتينيون من أي عرق.
بلغ عدد الأسر 745 أسرة كانت نسبة 39.2% منها لديها أطفال تحت سن الثامنة عشر تعيش معهم، وبلغت نسبة الأزواج القاطنين مع بعضهم البعض 59.7% من أصل المجموع الكلي للأسر، ونسبة 10.5% من الأسر كان لديها معيلات من الإناث دون وجود شريك، بينما كانت نسبة 3.6% من الأسر لديها معيلون من الذكور دون وجود شريكة وكانت نسبة 26.2% من غير العائلات. تألفت نسبة 19.6% من أصل جميع الأسر من عدة أفراد يعيشون في نفس المنزل ونسبة 4.8% كانت تتألف من شخص يعيش بمفرده يبلغ من العمر 65 عاماً أو أكثر. وبلغ متوسط حجم الأسرة المعيشية 2.60، أما متوسط حجم العائلات فبلغ 3.00.
بلغ العمر الوسطي للسكان 35.0 عاماً. وكانت نسبة 26.5% من القاطنين تحت سن الثامنة عشر، وكانت نسبة 5.8% بين الثامنة عشر والرابعة والعشرين عاماً، ونسبة 34.2% كانت واقعةً في الفئة العمرية ما بين الخامسة والعشرين والرابعة والأربعين عاماً، ونسبة 25.2% كانت ما بين الخامسة والأربعين والرابعة والستين، ونسبة 8.3% كانت ضمن فئة الخامسة والستين عاماً فما فوق. وتوزع التركيب الجنسي للسكان بنسبة 49.9% ذكور و50.1% إناث.

## وصلات خارجية
- الموقع الرسمي